# Резерваты большой панды
Резерваты большой панды (кит. трад. 四川大熊貓棲息地, упр. 四川大熊猫栖息地, пиньинь Sìchuān Dàxióngmāo Qīxīdì) — комплекс из 7 резерватов и 9 парков в китайской провинции Сычуань. Общая площадь — 924 500 га, расположен в горах Цюнлай и Цзяцзинь. В резерватах обитает более трети мировой популяции редчайшей гигантской панды, а также малая панда, снежный барс и дымчатый леопард. Кроме того, в регионе произрастает 5—6 тыс. видов растений.

## Состав
В состав комплекса входят:
- Семь резерватов:
  1. Резерват Волун (卧龙自然保护区)
  2. Резерват Фэнтунчжай (蜂桶寨自然保护区)
  3. Резерват «Гора Сыгунян» (四姑娘山自然保护区)
  4. Резерват «Река Лаба» (喇叭河自然保护区)
  5. Резерват «Река Хэйшуй» (黑水河自然保护区)
  6. Резерват Цзинтан-Кунъю (金汤—孔玉自然保护区)
  7. Резерват Цаопо (草坡自然保护区)

- Девять природных парков:
  1. Парк Цинчэншань-Дуцзянъянь (青城山—都江堰风景名胜区)
  2. Парк «Гора Тяньтай» (天台山风景名胜区)
  3. Парк «Гора Сыгунян» (四姑娘山风景名胜区)
  4. Парк «Снежная гора Силин» (西岭雪山风景名胜区)
  5. Парк «Гора Цзигуань — Цзюлунгоу» (鸡冠山—九龙沟风景名胜区)
  6. Парк «Гора Цзяцзинь» (夹金山风景名胜区)
  7. Парк Мияло (米亚罗风景名胜区)
  8. Парк «Гора Линчжэнь — гора Дасюэ» (灵鹫山—大雪峰风景名胜区)
  9. Парк «Гора Эрлан» (二郎山风景名胜区)

## Галерея

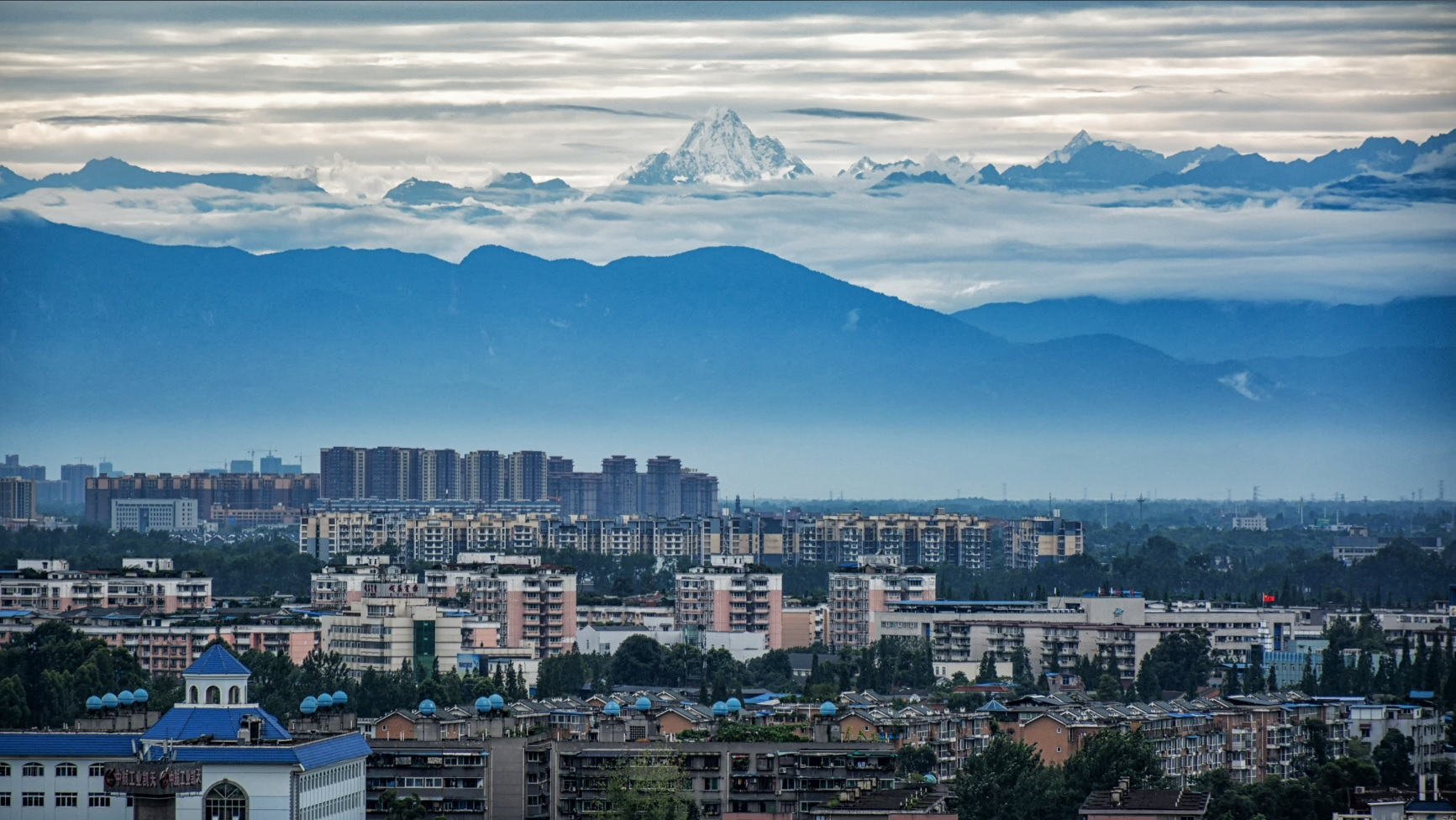
Гора Сыгуняншань
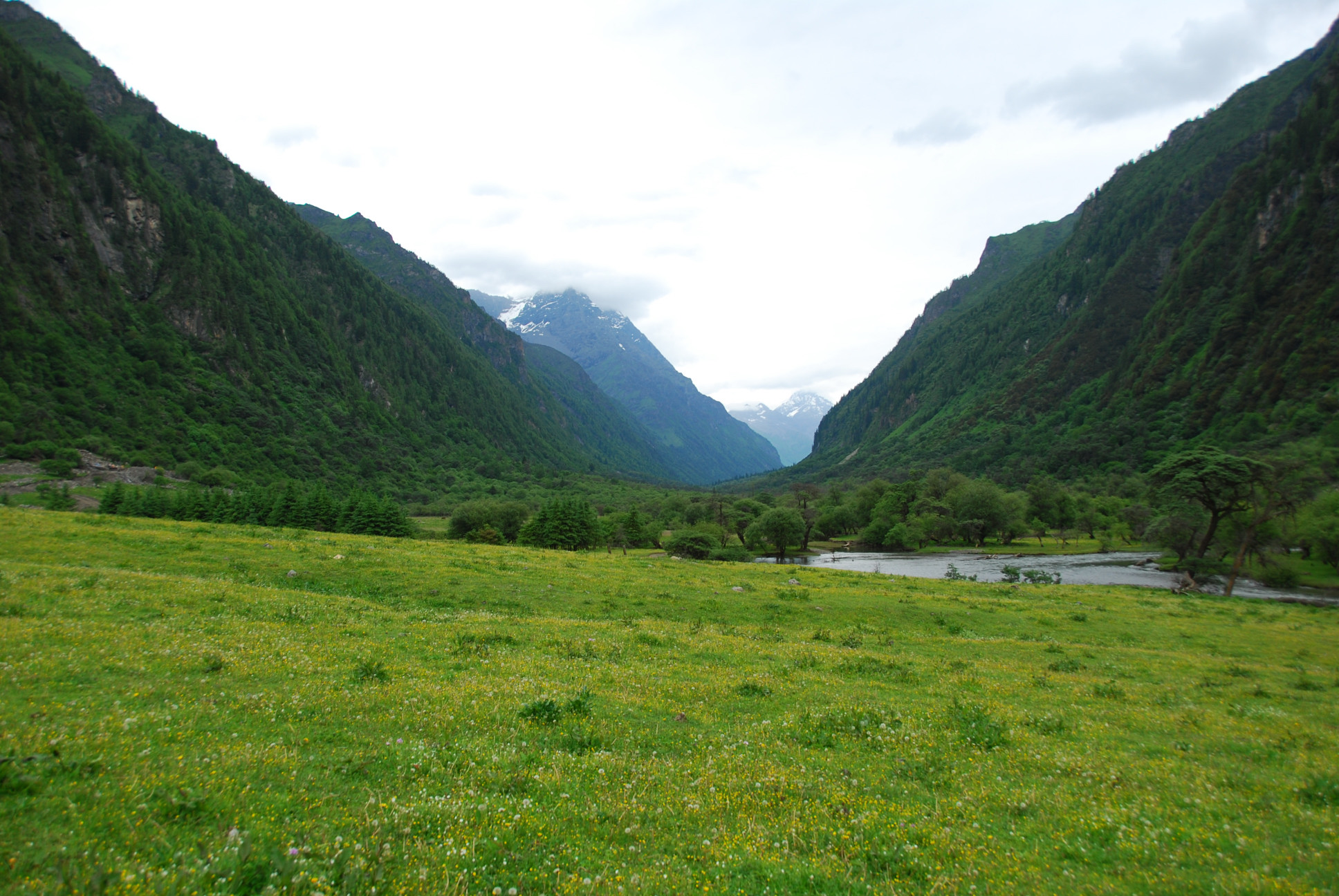
Уезд Сяоцзинь в буферной зоне резерватов
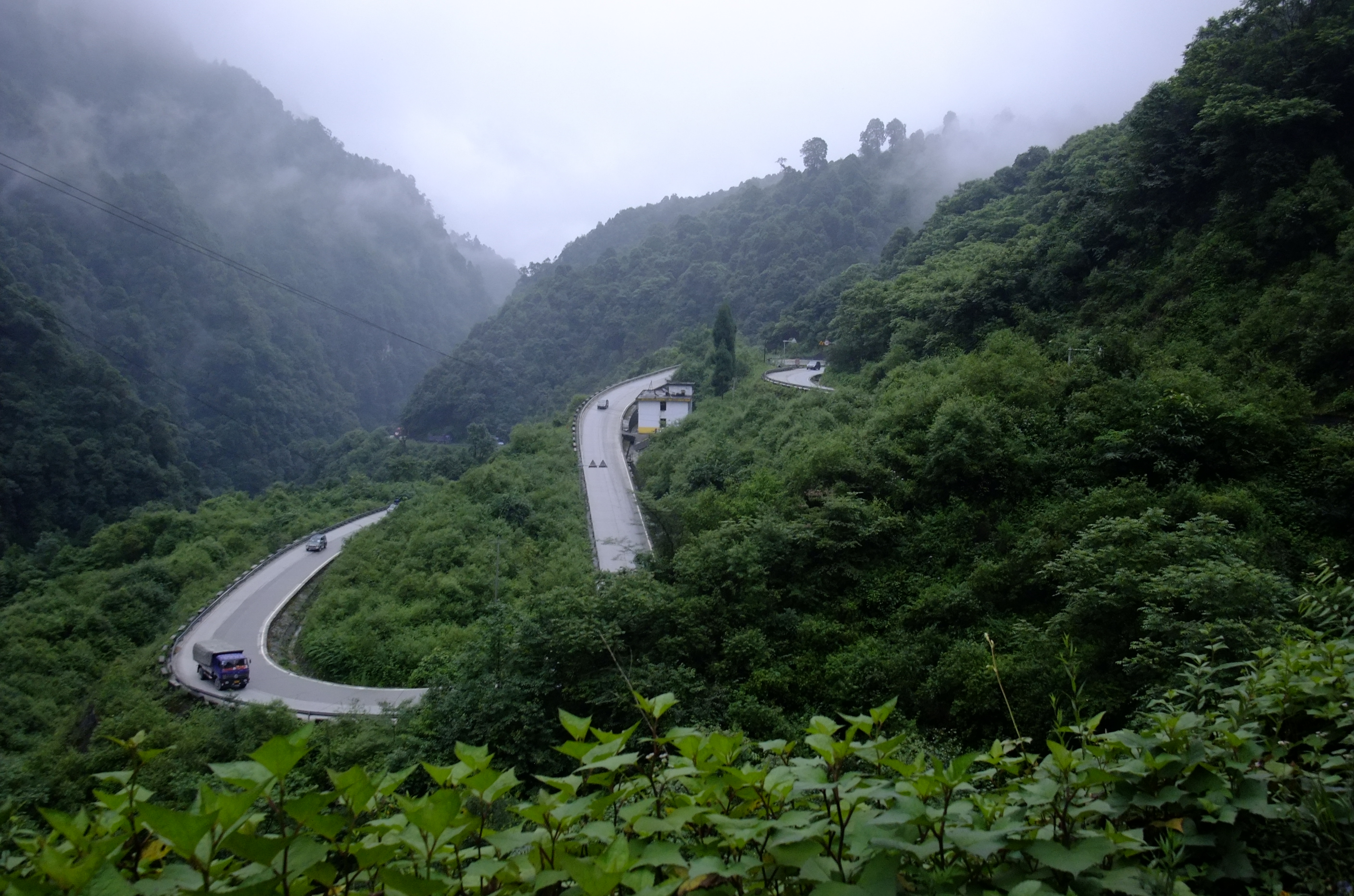
Гора Эрланшань в транзитной зоне резерватов